# AT2018cow
SN 2018cow（ATLAS的名稱： ATLAS18qqn；也稱為超新星2018cow、AT 2018cow（AT = Astronomical Transient）、或"The Cow"）是一次非常強大的天文爆炸事件，比正常的超新星亮10〜100倍。它位於武仙座，在空間上與星系CGCG 137-068一致，距離大約200 × 106 ly（60 × 106 pc）。它於2018年6月16日由ATLAS-HKO望遠鏡發現，並引起了全世界天文學家的極大興趣。後來，在2018年7月10日，它的光度顯著消退之後，天文學家根據北歐光學望遠鏡（NOT）的後續研究，正式將AT2018Cowe改稱為SN 2018Cow，是一顆Ib超新星。然而，這顆超新星，特別是在一開始時，顯示出"前所未有的光譜"； 儘管其他天文學家，大多數是在一開始時感到困惑，但也在最近把它歸類為Ic型BL超新星。本文提供了一個解釋，以更好的説明與瞭解AT2018cow的獨特性質。AT2018cow是為數不多的一次觀測到宇宙的快藍光學暫現源（FBOT）報導。然而，在2020年5月，據報導，觀察到比AT2018cow更強大的藍色快速光學暫現源（即CRTS-CSS161010 J045834-081803，簡稱CSS161010）。
在2018年11月2日，兩個獨立的天文學家團隊都得出結論，AT 2018cow事件"若不是在吸積物質的過程中新形成的黑洞，就是瘋狂旋轉的中子星"。
在2019年1月，天文學家提出，爆炸可能是一顆被黑洞扯散的白矮星；
或者是一顆超新星留下的一個黑洞或中子星，這是第一次被觀測到的緻密天體的誕生。在2021年12月13日，天文學家報告說，AT 2018cow是一個極端的快藍光學暫現源（FBOT），"可能是中子星或質量小於850太陽質量的黑洞"。這是基於高時間解析度X射線觀測研究。

## 歷史
AT2018cow是於2018年6月16日10:35:02被ATLAS-HKO望遠鏡發現。這是位於夏威夷哈萊阿卡拉天文台的一個孿生0.5米（20英寸）。這是一次强大的天文爆炸（發現時的星等為14.739；紅移0.014145，0.0136），比普通的超新星亮10〜 100倍。在空間上，它在武仙座中，與星系 CGCG 137-068重合，距離大約200 × 106 ly（60 × 106 pc）。
在2018年6月22日，這一瞬態天文事件引起了全世界天文學家的極大興趣。迄2018年6月27日，至少已經有24架主要的望遠鏡參與觀測這一事件，這是併發的觀測最大數量（2018年6月27日發佈的超過35架）。在天文學家電報上的報導，超過任何其它的天文事件。此一事件被初步確定為超新星，並被命名為SN 2018cow和分類為SN Ic-BL。

對AT2018Cow第一次的X射線和紫外線的觀測，在2018年6月19日使用史威福特望遠鏡完成。這些觀測的結果表明，該物體是明亮的X射線和紫外線瞬變源，X射線光度為〜1×1043 erg/s ，波長範圍在1600〜3600 Å的紫外線亮度大約是11.7（維加星等。在2018年6月25日，天文學家使用2.0米（79英寸）的利物浦望遠鏡和帕洛馬山天文台的1.5米（59英寸）望遠鏡的觀測發布在天文學家電報上："自我們第一次觀測以來，AT2018Cow每晚都在變暗[19 June 2018]. ... [The reported]，觀測表明，儘管與SN Ic-BL和伽瑪射線暴的聯繫依然是可信的，但考慮到平滑的光譜和電波與X射線對應物的光度，[s]，AT2018cow在其它方面是不同的，其真實身份仍然不清楚。觀察仍在繼續。在2018年6月29日，天文學家使用北京天文台0.6米（24英寸）望遠鏡，其報告支持AT2018Cow的光度進一步衰退中。但是，2018年6月30日使用史威福特望遠鏡的觀測，據其報導瞬變的X射線光度增加。這將是不尋常的X射線變化行為的開始
。
在2018年7月2日，天文學家使用費米大面積望遠鏡（LAT）報告說，在2018年6月19日至26日之間，沒有顯著大於100 MeV的伽馬射線發射。此外，在2018年7月3日，天文學家使用印度AstroSat太空天文台的碲化鎘鋅成像儀（CZTI）探測，在2018年6月13日至16日之間的事件探測時間，沒有檢測到硬X射線瞬變，和使用UVIT配備的F172M filter （页面存档备份，存于），於2018年7月3日在AT2018Cow的位置觀測到估計為17.6等的AB星等。此外，天文學家於2018年7月3日報導，使用ISS的MAXI GSC探測器的觀測，在2018年6月11日至21日之間沒有檢測到重要的X射線發射。在2018年7月4日，天文學家使用核光譜望遠鏡陣列（NuSTAR）報導了2018Cow的硬X射線發射的減少。2018年7月12日，天文學家使用國際伽瑪射線天體物理實驗室（INTEGRAL）觀測報告，從2018年6月30日至7月8日沒有探測到該來源；然而，類似GRB的爆發可能在2018年6月12日和15日早些時候在附近觀察到，儘管這些爆發與AT2018cow的關聯可能是"不受歡迎的"。
在2018年7月3日至4日，e-MERLIN從AT2018cow的位置檢測到通量密度約為170微央的5GHz 無線電發射；2018年7月5日，澳大利亞望遠鏡緻密陣列（英語：Australia Telescope Compact Array，缩写为）在2018cow的位置檢測到無線電發射：5.5GHz有〜0.4微央通量密度、9GHz有〜1.0微央通量密度和34GHz有〜微央通量密度。 NRAO使用VLBA和埃弗爾斯堡電波望遠鏡，在22GHz進行VLBI觀測，據報導，2018年7月8日左右，AT2018cow的總通量密度約為5 mJy，其位置（天文測量學：RA=16h 16m 00.2242s，DEC=22d 16'04.890"）比e-MERLIN更精確（但在不確定性範圍內一致）。
2018年7月10日，天文學家根據對2.56米（101英寸）北歐光學望遠鏡（NOT）的後續研究，正式將AT2018cow描述為SN 2018cow和Ib型超新星，顯示出"對於這個級別的超新星來說，這是前所未有的光譜" 。 2018年7月19日，天文學家使用1.5米（59英寸）卡納塔望遠鏡（Higashi-Hiroshima Observatory），在2018年7月初觀察到AT 2018cow位置的光學和近紅外光度進一步下降，並指出與Ic型（Ic-BL）和Ib / c型超新星相比，光度曲線的巨大下降率"相當大"。
2018年8月6日，對AT2018cow位置的紫外線觀測，使用哈伯太空望遠鏡（HST）上的第三代廣域照相機（WFC3），在所有四個波段（F218W，F225W，F275W，F336W）上研究，檢測到亮度（織女星等）約19等。2018年8月12日，巨米波電波望遠鏡（GMRT）的天文學家在AT 2018cow位置檢測到低頻無線電發射（1390MHz波段;438 + / -82 uJy）。
2018年8月15日天文學家報告，在2018年7月3日至5日使用切倫科夫望遠鏡陣列（CTA）的高能立體系統（H.E.S.S.）陣列，在AT2018cow位置報告沒有顯著的伽馬射線源，因此，導致初步確定了AT2018cow的甚高能（VHE）伽馬發射的綜合通量的上限如下：高於能量閾值220 GeV（±2sd）的上限為5e-12 ph cm^-2 s^-1;高於1 TeV（±2sd）的上限為5e-13 ph cm^-2 s^-1。

## 性質
據發當時發現的天文學家稱，爆炸的表面溫度超過8,900 °C（16,000 °F；9,200 K），傳播速度為20,000 km/s（12,000 mi/s），可能是一顆激變變星（CV）、伽馬射線暴（GRB）、引力波（GW）、超新星（SN）或其它天體。然而，考慮到瞬態的初始無特徵光譜和較大的初始 X射線光度，CV場景很快就不受歡迎。據貝爾法斯特女王大學的天文學家凱特·馬奎爾說："它真的不知從哪裡冒出來。已經發現的其它天體也有同樣快速的，但它們的牢固度和亮度卻很不尋常。"
Ic-BL型的分類表明，光譜具有非常寬的譜線，但沒有氫線，氦譜線較弱或缺失。這樣的光譜是由一顆已經失去了氫和氦的外層，非常大的恆星爆炸產生的。然而，根據天文學家Shubham Srivastav的說法，與2.0米（79英寸）喜馬拉雅錢德拉望遠鏡（HCT）："儘管光譜特徵表明它與寬譜線的"Ic超新星有著暫時的相似性，但它的真實性質仍然是一個謎。"。此外，根據馬奎爾的說法："我們還不確定它是什麼，但超新星的正常動力機制是鎳的放射性衰變，而這一事件的亮度太高，速度太快。"。AT2018cow可能伴隨著GW排放，但因為在事件發生時，設在華盛頓州和路易斯安那州的雷射干涉引力波天文台由於進行能力升級而下線，因此無法檢測到GW排放。
為了更好地理解AT2018cow的獨特特徵，已經給出了一種解釋，尤其是做為一種白矮星潮汐干擾事件。
截至2018年9月29日，AT2018cow已被以多種方式解釋，包括Ic型超新星、伽馬射線暴、白矮星和黑洞之間的相互作用，以及磁星。已經提出使用歐洲甚長基線干涉網（EVN）進行初步的研究，以更號的瞭解AT 2018cow確切物理性質。
2018年11月2日，兩個獨立的天文學家小組都得出結論，AT2018cow事件"要麼是一個在物質吸積過程中新形成的黑洞，要麼是一個中子星的瘋狂旋轉。"。
2019年1月，帕薩迪納加州理工學院的安娜·何（Anna Ho）在夏威夷的茂納凱亞山（MaunaKea）使用次毫米陣列進行了觀測，她指出，在事件被關注後，持續活動的時間異常漫長，這使得研究比一事件比通常提供的研究更為廣泛，可以在事件仍夠亮時對其進行觀測。隨後，天文學家提出，AT2018cow可能是一顆被一個黑洞拉扯開的白矮星；或者，一顆超新星留下一個黑洞或一顆中子星，這是首次觀測到緻密天體的形成。

## 外部連結
- SN 2018cow webpage （页面存档备份，存于） on the Transient Name Server
- AT2018cow webpage （页面存档备份，存于） at Vanbuitenen.nl
- AT2018cow webpage （页面存档备份，存于） by the Astronomy Section Rochester Academy of Science
- CGCG 137-068 webpage （页面存档备份，存于） at the NASA/IPAC Extragalactic Database
- AT2018cow images from 21 June 2018 （页面存档备份，存于） by Cedric Raguenaud
- YouTube上的AT2018cow – Summary – audio (german/en subs; 03:50)
- YouTube上的AT2018cow – Wikipedia lede – audio (01:00)
- YouTube上的AT2018cow – Black Hole Consumes White Dwarf Star – video (01:42)
- AT2018cow – Originated from supernova in strongly magnetized environment/ALMA at NAOJ